# Vuit
El vuit o huit és el nombre natural que segueix el set i que precedeix el nou. S'escriu 8 en xifres àrabs, VIII en les romanes i 八 en les xineses. L'ordinal corresponent és vuitè/vuitena (al País Valencià, octau/octava i huité/huitena). El quantitatiu és vuit (En tinc vuit). L'agrupament és octet. El múltiple és òctuple. El divisor és un vuitè/vuitena part.
El prefix que el designa és octo-.
Ocurrències del vuit:
- És el nombre atòmic de l'oxigen.
- Inclinat és el símbol de l'infinit.
- És el nombre de la sort per al poble xinès.
- Són vuit els pasos que cal seguir en el budisme per assolir el nirvana.
- Designa el signe del zodíac de l'escorpí.
- És la xifra inscrita a la bola negra del billar.
- Representa el mes d'agost.
- Els anys de l'EGB.
- Hi ha vuit bits en un byte.
- Indica poder a la numerologia occidental.
- Designa l'any 8 i el 8 aC.